# گمینا گژگوژو
گمینا گژگوژو (به لهستانی:  Gmina Grzegorzew) یک گمینا در لهستان است که در شهرستان کووو واقع شده‌است. گمینا گژگوژو ۷۳٫۴۳ کیلومتر مربع مساحت و ۵٬۶۱۷ نفر جمعیت دارد.